# Hoya ariadna
Hoya ariadna är en oleanderväxtart som beskrevs av Joseph Decaisne. Hoya ariadna ingår i släktet Hoya och familjen oleanderväxter. Inga underarter finns listade i Catalogue of Life.